# Georg Brun (Dramatiker)
Georg Brun (* um 1500; † 1552 in Freiburg) war ein Schweizer Lehrer und Bühnenautor.

## Leben
Zur Herkunft und Ausbildung von Georg Brun liegen keine Erkenntnisse vor.
Er war von 1539 bis zu seinem Tod Schulmeister der Lateinschule (heute Berthold-Gymnasium) in Freiburg und inszenierte als Spielleiter am 20. April 1544 mit seinen Schülern in einer zweitägigen Aufführung das Drama Die Geschichte des Propheten Danielis, eines Theyls in der babilonischen Gefengnus beschehen, in Sprüch gezogen und gespilt durch ein ersame Burgerschafft zu Fryburg in Achtlandt, das er selbst verfasst hatte. Für die Realisierung dieser Aufführung erhielten die Aufführenden von der Bürgerschaft der Stadt eine Unkostenvergütung von insgesamt 100 Pfund.
Das Stück war in vier Abteilungen gegliedert und umfasste die gesamte Geschichte des Propheten Daniel, mit Einschluss der apokryphen Bücher von Bel und vom babylonischen Drachen. Es gehört zu den spätgotischen Stücken, mit einer Fülle von Personen, mit weitschweifigen Reden, mit komischen Auftritten, die unter die ernsten gemischt werden, in heimischen alemannischen Knittelversen.
Nach einer Genehmigung des Rates vom 29. Juli 1544, den Text drucken zu lassen, wurde das Werk 1545 bei dem Musikdrucker Matthias Apiarius in Bern gedruckt.
In einem Brief des Freiburger Rates vom 4. Dezember 1553 wurde Georg Bruns grosser Bildung lobend gedacht.

## Schriften (Auswahl)
- Die Geschichte des Propheten Danielis, eines Theyls in der babilonischen Gefengnus beschehen, in Sprüch gezogen und gespilt durch ein ersame Burgerschafft zu Fryburg in Achtlandt. 1545. Ein Exemplar befindet sich heute in der Kantons- und Universitätsbibliothek Freiburg.